# Pasaje de vida
Pasaje de vida es una película dramática policial argentina - española de 2015 coescrita y dirigida por Diego Corsini. La cinta está protagonizada por Chino Darín, Miguel Ángel Solá, Carla Quevedo, Javier Godino y Marco Antonio Caponi

## Argumento
Mario debe ir de urgencia a ver a Miguel, su padre, ya que fue internado por una grave enfermedad neuronal. El cerebro de Miguel vive ahora enclaustrado en el pasado y no logra diferenciar la actualidad del recuerdo. Está obsesionado con encontrar a una mujer llamada Diana. ¿Quién es Diana? Esta pregunta empuja a Mario a investigar la historia de su padre, de la cual conoce apenas los titulares. A medida que la enfermedad de Miguel se intensifica, las incógnitas y claves que Mario va descubriendo sobre la historia de sus padres se vuelven más complejas y misteriosas. Una pareja cuyo amor se ve atravesado por sus ideales, tiene que decidir si pasa del activismo político a la lucha armada. A pesar del dolor y las pérdidas, la pasión y la intensidad de esos años hacen que Miguel en el presente se encuentre estancado en un pasado donde sentía que podía cambiar al mundo junto con el amor de su vida. Una historia de amor, de pasión y riesgo para la vida, de huida y supervivencia al más alto costo, en una época oscura de la Argentina.

## Reparto
- Chino Darín como Miguel (joven).
- Miguel Ángel Solá como Miguel.
- Carla Quevedo como Diana.
- Javier Godino como Mario.